# 字統
『字統』（じとう）は、白川静が編纂した字源辞典。昭和59年（1984年）に刊行し、同年、毎日出版文化賞特別賞を受賞、その後、『字統 普及版』（1994年）、『新訂 字統』（2004年）、『新訂 字統 普及版』（2007年）が刊行された。

## 概説
本書は『字訓』（古語辞典）・『字通』（漢和辞典）とともに白川の字書三部作と呼ばれる。この三部作は白川文字学の集大成とされ、本書はその文字学の出発点にあたる字源の字書である。本書の収録文字数は約7,000字で、見出しは五十音順で配列されている。内容は漢字の成り立ちから、白川文字学の研究史が記され、文字学であるとともに古代文化の研究という性格をもち、引く字書であるよりも、読む字書であることを意図している。
要旨
本書は象形文字としての形象を色濃く遺す甲骨文・金文の構造を通じて、字の初形と初義とを明らかにする「字源の字書」である。また、その初形初義より、字義が展開分化してゆく過程を考える「語史的字書」であり、さらに、そのような語史的な展開を通じて、漢字のもつ文化史的な問題にもふれようとする「漢字文化の研究書」である。要約すると「漢字の歴史的研究を主とした字書」ということができる。
本書の綱領は次の2点である。編集上の用意はすべてこの2点を原則としてそこから出発している。
- 漢字をその文化の歴史的な展開の中でみること。
- 漢字はその音訓を通して国語の表記に用いられる限り、それは国字であること。

題号について
本書の目的は字の起原的な形体とその意味を明らかにすることである。その文字の研究には常に系統的・全体的な把握を必要とする。そのことを指標として明らかにするために白川は本書を字統と名づけた。

## 特徴

「王」の甲骨文（大きな鉞の頭の刃の部分を下にした形。この鉞が王の座る席の前に置かれ、王のシンボルとなり、王の意味となった）

さい（「口」の篆文、神への祈りの文である祝詞を入れる蓋付の器の形）

### 新しい時代の字書
本書は、久しく文字学の聖典とされてきた『説文解字』の訓詁の伝統を踏んでいるが、それを大きく覆す新しい漢字の体系を組み立てた漢字字書である。
説文解字の限界
『説文解字』は紀元100年ごろ、後漢の許慎が書いた字源辞典で、その学説は、「王」の字を「天地人三才を貫くもの」というような当時の形而上学的な解釈によるものであり、文字学としては誤りがかなり多い。白川は、「近年、夥しい甲骨資料の出土とその解読、金文の著録考釈の類が刊行されているが、当時はまだ地下に埋まったままで、許慎はそのような最初の文字資料を知らず、秦が文字統一を行ったときの秦篆がほとんど唯一の資料であった。よって、基本的に字の初形が確かでなく、また何よりも漢字が成立した時代についての古代学的知識の欠如が字形の解釈を誤った最も大きな理由である。（趣意）」と指摘する。
そして、「最古の資料である紀元前14世紀以来の甲骨文、それに続く殷末両周の金文資料は、古代文字の展開のあとを残りなく示している。『説文解字』の依拠した資料の時代的限界が今では明らかであり、従来の権威を維持することはもはや困難である。よって、『説文解字』は大きく書き改められなければならず、新しい文字学の時代が来ているのである。（趣意）」と述べている。
（さい）の提唱
「史・告・右・吉」などの字に含まれる「口」の形は、みな口から発する言葉を示すという字形解釈が行われていたために、文字が作られて3000年以上の永い間にわたってその本来的な意味が理解されることなく今日に及んだ、と白川は考えた。口という字は、甲骨文や金文には人の口とみるべき明確な使用例はなく、みな神への祈りの文である祝詞を入れる器の形の（さい）である。これは白川が漢字研究のごく初期の段階で独自に提唱し、昭和30年（1955年）に発表した。
例えば、「告」の字において『説文解字』では、牛が人に何かを訴えようとするとき、横木をつけた口をすり寄せてくると解する。しかし、「告」の甲骨文字はの上に木の小枝を突き刺した形になっており、本書では木の枝に神に対する祝詞を収める器のを懸けている形とし、「告」とは神に訴え告げることと解釈している。そして、多くの文字（古・可・召・名・各・客・吾・舎（舍）・害・言・兄・祝・啓・品・区（區）・臨・厳（嚴）など）について、このの形がもつ原初的で本質的な役割を解明している。字源は体系的に、字群によって証明されることを要すると白川は主張する。

### 五十音順の配列
『説文解字』では、9,353字にのぼる文字を六書の法で分け、部首による分類法を採用した。そのためその後の日本と中国の字書はこの部首法を用い、それをさらに分け入るにあたって画数順を適用し、長らくこの字引スタイルは変化していない。白川が字書をつくるにあたって、まずもって一新しようとしたのはこの点であった。白川は、「日本の現行の字書の配列はほとんどが部首法を踏襲している。この部首法は一種の便法として中国で用いられているものに追随しているにすぎず、国語としての漢字を扱う上からいっても、必ずしも適当な形式ではない。国語の語彙としてはその字音を用いるのであり、日本の字書が部首法によるべき理由はない。（趣意）」と述べ、本書では、漢字を国字国語とする立場から五十音順配列の方法を採用している。そして、字音は漢呉音、唐宋音のように区別があるときは、最も一般的な音に従っている。巻末には、字訓索引・総画索引・部首索引も用意している。
部首法の欠点
「与」の部首が臼（𦥑）部であるように、部首が判じがたい場合がある。この例では「与」が「與」の略体であり、かつ、「與」は、「与」と「𦥑」（きょく）と「廾」（きょう）とに従う字であるという知識を要する。しかし、「輿」は車部に分類されており、「興」と「擧」は臼部である。よって、おおむねのところは暗記する必要があった。
読む字書
白川は、「本書は五十音順の字書であるから、別に定まった読み方があるわけではない。引きたい字を引けばよいわけだが、本書はまた読んでほしい字書である。なるべく体系的に読んでほしい。大項目の百科事典のように使ってほしい。」という。そして、五十音順の配列は、その体系的な読み方を容易にする。それは、「声近ければ義近し」という王念孫の訓詁学上の原則によって証明される。白川は、「なるべく同音・近似音のところをまとめて読んでほしい。おそらくいろいろと発見されるところがあるはずだ。」と述べている。
転注について
本書の同音の字を見てゆくと、白川が説くところの転注に気づく。転注とは漢字の構造法である六書の中の一つで、『説文解字』に「建類一首、同意相受く」と規定している。が、その意味があまり明らかでなく、研究者の間にもまだ一致した解釈は得られていない。白川は、「意符を主とする文字系列によって、字の構造をみようとするものであろう。」と解釈している。
例えば、「ふくらんだもの」を畐といい、これを要素とする字に、偪（せまる）・副（そう）・幅（はば）・輻（車の矢）などがある。また、「ひとつながりに連なったもの」を侖といい、倫（兄弟など、なかま）・淪（さざなみ）・綸（より合わせたつりいと）・輪（車の並んだわ）などがある。このように畐や侖を要素とする字に一貫した意味が与えられているというような関係の字を転注と解釈することができる。これらの字は部首法の上からはそれぞれの部に属し、それ自身の系列を示すことはない。六書の中で他にこのような関係の字を一類とする規定がないからである。「同意相受く」という転注法によってその系列を回復する。
また、畐の系列は畐（フク）を音符とし、侖の系列は侖（リン）を音符としているように、同じ音符をもつ多くの字がその音符のもつ意味と音とを共有するという関係が転注である。よって、五十音順の配列は、部首法によって永い間分散していた転注による系列を顕現する。

### 収録字
本書の収録した親字の総数は5,478字、副見出しとして示した字をも含めた見出しの総数は7,037字である。字数としては一般の中字典が約10,000字前後を収めるのに対してそれよりやや少ないが、国語の語彙として用いられる字はもとより、中国の文献を読むのに必要な基本的な字はほとんどこのうちに含まれている。

## 国字政策への提言

「犬」の金文（犬の形）

「犬」の篆文

白川は、「いまの略字表・音訓表にみられるような国字政策上の無原則は、不合理を極めたものであると思う。この重大な決定がどのような学問的、また歴史的研究の基礎の上になされたものであるかについて、それを問う必要があると考える。（趣意）」という。そして、「『字統』は、漢字民族である中国の文化に奉仕するために書いたものではない。漢字を国字として用いるわが国の国字政策に寄与することを念頭において、その研究を進めたものである。『字統』によって国字政策の全体がその正しい文字知識の上に推進されてゆくことを切にねがうのである。（趣意）」と述べている。
犬の意味
古代中国では、犬は非常に嗅覚が鋭いために呪力をもつ大切な動物とされ、生贄として特に貴いものとされた。「犬」を要素とする字が数多くあるが、日本ではこのような「犬」のもつ意味を理解しないまま「大」に変更してしまい、そのため「戻」「器」「臭」「類」などは、文字としての一貫した体系性を失ってしまったのである。
例えば「戻」は旧字では「戸」と「犬」を合わせた「戾」であった。「戸」は家の出入り口のこと。家の出入り口の下に生贄の「犬」を埋めて、地中の悪霊を祓う字が「戾」である（悪霊の入ることを拒否することから「もどる、いたる」の意味に用いる）。「大」は手足を広げて立つ人の正面形を表す文字で、「犬」の右上の点は犬の特徴である耳を表し、その点をつけることで「犬」と「人」を区別していた。
このような変更をしてしまったのが戦後の当用漢字、それを引き継いだ常用漢字である。どのような議論を経てこのような文字の変更が行われたのか、白川は国に問い合わせたが、「当時の資料は何も残っていないので分からない。」というのが国の返事であった。
遊字論
「遊ぶものは神である。神のみが、遊ぶことができた。」の書き出しで知られる「遊字論」において、白川は常用漢字の堕落を解説している（「神の顕現」より一部分を抜粋）。
遊とは動くことである。常には動かざるものが動くときに、はじめて遊は意味的な行為となる。動かざるのものは神である。神隠るというように、神は常には隠れたるものである。それは尋ねることによって、はじめて所在の知られるものであった。神を尋ね求めることを、「左右してこれを求む」という。左は左手に工の形をした呪具をもち、右は右手に祝詞を収める器の形である（さい）をもつ。左右の字をたてに重ねると、尋となる。
神が隠れ住むとき、その隠れ蓑にあたるものが、呪具の工であった。隠れるときにも尋ねるときにも、その呪具が必要であった。隠の本字は隱である。隠れるとは、神が呪具の工によって「み身を隠したまう」形である。常用漢字表の制定者は、この神隱る神の姿から、隱身の呪具である工を奪うて顧みることがない。神はうつつなくもその現身（うつしみ）をあらわして、羞じらう姿を露呈する。これは字遊びである。字遊びは、かつては神聖な神の、自己顕現の方法であった。いまや神と人とは、その位置をかえている。現代の文明における遊びのように、それは堕落し果てた虚妄の遊びである。

## 文字解釈例

「工」の甲骨文（工具の形。呪具（呪術の道具）としても使われた。「左」は工を持って神の所在をたずねる字である）

本書の文字解釈は経典の伝統的訓詁から出発し、青銅器銘文の出典、典故を得て、経典の訓詁を新しく読み直している。しかし、訓詁における思惟の形式自体は崩されることなく説解が行われている。以下、本書の文字解釈の例（一部分を抜粋）を記す。
- 口（コウ・ク・くち）、象形、口の形。『説文』二上に「人の言食する所以なり」という。卜文・金文にみえる字形のうち、口耳の口とみるべきものはほとんどなく、おおむね祝禱（しゅくとう）・盟誓を収める器の形である（さい）の形に作る。従来の説文学において、口耳の口に従うと解するために、字形の解釈を誤るものは極めて多く、（後略）[15]

- 工（コウ・ク・たくみ）、象形、工具の形。『説文』五上に「巧飾なり」と訓し、人が規榘（きく）をもつ形で、巫と同意であるとするが、巫は呪具としての工をもつ形であるから、巫とは関係がない。（後略）[15]

- 左（サ・ひだり・たすける）、会意、ナ（さ）と工に従う。ナ（さ）は左の初文で、左手の形。『説文』五上に「手相左助するなり」という。左の手に工をもつ形が左。（後略）[37]

- 尋（ジン・たずねる・つぐ・ひろ）、会意、左と右に従う。左と右の両字を上下に組み合わせた形。左右は神を祀るときの動作を示す字で、（中略）左右の手でたどりながら、神の所在を尋ねることを尋という。（後略）[38]

- 右（ユウ（イウ）・ウ・みぎ・たすける）、会意、又と口とに従う。又は右手の形。口は（さい）で、祝禱を収める器の形。（中略）『段注』に「又なる者は手なり。手もて足らず、口を以て之を助くるなり」と解する。左右の字の原義が、祝禱・呪儀に関するものであることは、従来全く理解されていないことであった。（後略）[39]

## 白川文字学

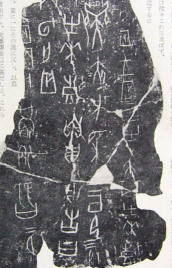
甲骨文

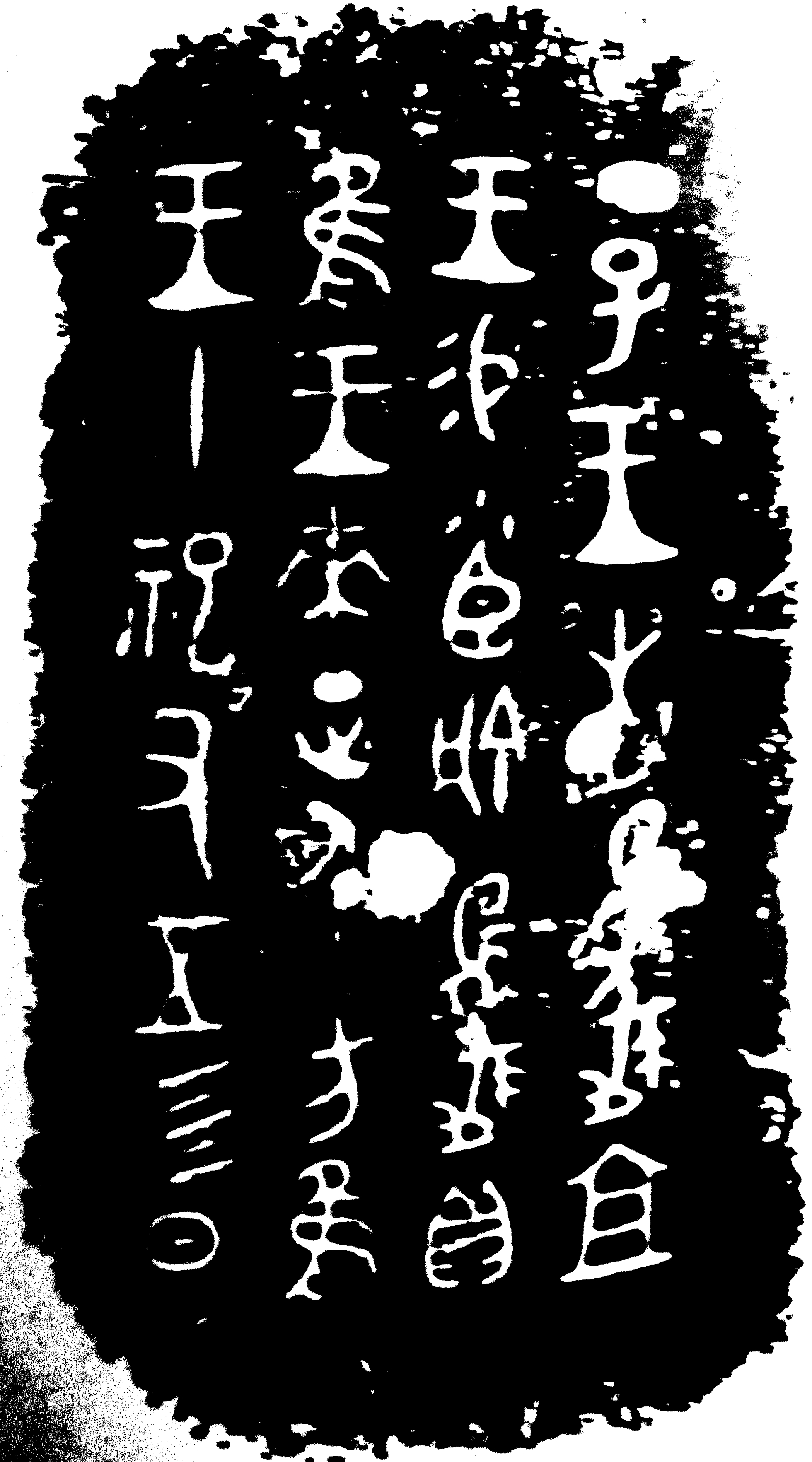
金文（『小臣艅犠尊銘』）

白川の著作には漢字の分析が多く、白川は漢字学者とさえいわれるが、白川の学問の目的は、「東洋的なものの源流を求める」ということに発しており、その学問体系全体から見れば、漢字学・文字学はその一部に過ぎない。
白川は本質的には中国古代文学の研究者である。その研究上、文章の単位である漢字をまず研究し、その成果として漢字の原義を明らかにした。漢字の個々の原義研究においては多くの人々のすぐれた各個研究があるが、それは部分研究であり、一般性を持たない。白川学の特長は、体系性にある。その体系化された漢字の原義は、中国古代の文化・歴史・思想等の厖大な領域の研究の優れた道具となり、それによって中国古代学研究全体が大きく前進したのである。
梅原猛は、「白川氏はほとんどすべての漢字を神の世界との関係で解釈するのである。このような漢字の大胆にして、しかも首尾一貫した論理性をもつ解釈をした学者は、世界にも白川氏を除いては存在しないであろう。私はそれをニーチェの業績に比したいと思う。（中略）ニーチェによってギリシャ世界の解釈は一変したわけであるが、白川氏は中国世界の解釈を一変させたのである。」と評している。

### 古代研究と文字学

「吉」の甲骨文（士と口を組み合せた形。士は小さな鉞の刃部を下に向けた形。鉞は邪悪なものを追い払う力を持つとされたので、「吉」は、祝詞の呪能を守ることを意味する）

「曰」（エツ）の篆文（の蓋を少し開いて、中の祝詞の書を見る形）

白川ははじめ漠然と日本の古代を考えたいと思っていた。そして、古代の歌集である『万葉集』に惹かれ、これと中国の『詩経』との比較文学的な研究は興味深い課題であると考えた。当時の日本の古典研究では、柳田國男や折口信夫の民俗学的な研究が魅力的で、その民俗学の方法はすぐれていると思った。だが、どうにも対象に密着しすぎており、外からの視点に乏しいと感じ、このような観点から白川の研究は中国の古代を志向したのである。
中国の古代研究
日本の文化の形成は外からの大きな刺激と影響によるものであることは明らかであり、日本の古代を考えるには東アジア的な世界からの視点が必要で、そのためには中国の古代の社会と文化、その歴史的展開というものを詳しく知らなければならないと考えた。そこで、清代考証学の成果を出発点として、その代表的な著述である王念孫の『経義述聞』（けいぎじゅつぶん）と段玉裁の『説文解字注』とを読み始めた。それらは考証学的、訓詁学的研究としては殆んどその限界を極めたといえるほどのものであったが、本質的な点で白川に満足を与えるものではなかった。それは、分析する科学的な立場が自覚されていないという方法の問題であるが、一には資料の問題でもあった。
甲骨文・金文との出会い
そこへ日本に亡命中の郭沫若が、昭和8年（1933年）に『卜辞通纂』（ぼくじつうさん）、昭和10年（1935年）に『両周金文辞大系考釈』（りょうしゅうきんぶんじたいけいこうしゃく）を刊行した。白川は、「この両書の出現は、私にとって大きな驚きであり、また喜びであった。この未知の資料が、やがて私に新しい模索の道を与えてくれるであろうという予感が、私を勇気づけた。」との感想を述べている。卜辞とは甲骨文のことで、金文よりも古く、古代王朝形成期のものであり、清朝の学者も参照していない最古の漢字の字形を示す資料である。清朝考証学を学びならがも新たな方法論を探って甲骨文・金文に出会ったのである。早速白川の研究は殷周時代に遡ることになったが、「郭氏の考釈はなお簡略であり、その十分な解読と研究には、容易ならぬものがあるように思われた。」と、白川は郭の研究に満足せず、こうして以後50年間の文字との縁が生まれたのである。
漢字の背景
文字の初形を伝える甲骨文を用いた文字学はどうあるべきか。それには甲骨文を生み出した古代王朝の生活習慣を民俗学的に可能な限り把握する努力をしなければならないと白川はいう。そして、文字の研究を通して中国古代社会の構造を明らかにし、漢字の背後にある闇に包まれていた中国古代社会の宗教性に満ちた実態を生き生きと現出したのである。
例えば、「男」は田と力（鋤の形）とを組み合せた形で、田畑を耕すことを表し、昔は農地の管理者を意味した。また「加」は力と（さい）を組み合せた形で、祝詞によって農具を祓い清めて収穫量の増加を祈る儀礼（加の儀礼）を意味する。
農耕の用具は、休閉期にすべて社の神庫に収めておき、その出し入れのときに厳重に祓いの儀式をした。それは秋の害虫をなす蠱が器具に付着しているのを防ぐためである。それで加の儀礼のときには鼓を用い、その鼓声をもって蠱を祓った。それが嘉の字である。出生のときに嘉・不嘉という語を用いるように、力は新しい生への呪力を象徴するものであった。
これは一例にすぎないが、中国古代社会において、文学はもちろんのこと、思想も制度も風俗もすべてが存在していたのである。
さい
白川文字学のポイントは（さい）の提唱（#さいの提唱を参照）にある。古代人は、多くの時間とエネルギーを「邪気」を祓う呪術のために消費していた。白川の説はそこから始まる。
古代中国における戦いはまず呪術による攻防として行われ、その呪術的な戦いは言葉によって展開した。そして、その言葉のもつ呪的な機能を定着し、永久化するために文字が作られた。呪術の攻撃と防禦は、文字の呪能を託された祝詞の器のに対して加えられる。よって、には様々な武具が防禦のために用意された。に鉞を加えた「吉」（呪能を守ること。詰めるが原義）、に盾を加えた「古」（呪能を長い間保持すること）、「古」をさらに厳重に守るために外囲を加えた「固」（呪能を守り固めること）などはその祝詞の呪能を保全するための防禦的方法である。一方、敵の防禦を攻撃して破るためにはを汚す文字が用いられる。「舎」（すてる）と「害」（そこなう）は、いずれも長い刃をもってを突き通す形であり、そのような方法で呪能は失われると考えられた。また、「沓」（けがす）は、蓋が少し開いた（曰（エツ））に水をかけて祝詞を汚すことで、これも呪能を奪う方法であった。
『説文解字』以来の学者たちの誤解のもとは、このを口の単なる象形と解し、文字映像におけるその象徴的意味を把握しえなかった点にある。よって、この基本形であるの系列に属する数十の基本字と、またその関連字とはすべて解釈を改めなくてはならないのである。
書写の効力
白川はトレーシングペーパーで甲骨文の書き写しをした。「カメラやコピーではいけない。甲骨文にトレーシングペーパーを載せ、上からなぞっていくことに意味がある。手で覚え、肉体化されたものは、いわば未分の全体を含む。手で写して新しく得た資料は、すでにある資料と感じあい、重畳し、互いに意味づけをしてゆく。そういう過程のなかで、私が写しつづけた文字は、皆自らの素性を明らかにしてきた。（趣意）」と、トレーシングペーパーでなぞるうちに古代人がどのような思いで甲骨文を書いたかがわかったという。
文字学の歩み
「古代文字の研究は、まず甲骨文・金文の研究から出発しなければならない。しかし、説文学の従来の成果についても無視すべきではない。多くの先学の所説にも耳を傾け、その是非を考え、今日の知見を以てその訂すべきを訂し、ついで自説を提示する方法をとった。」と、白川は文字学の研究姿勢をこのように述べている。そして、「許慎が『説文解字』を書いた時には、甲骨文や金文は地下に埋もれていたが、それであれだけの体系を立てたというのは、やはり偉大であったと思う。もし許慎が今生きておれば、おそらく僕と同じ仕事をして、同じ結論に達したと思う。（趣意）」と、自らの研究成果を自負している。

### 字書三部作

「風」の甲骨文（鳥の形で鳳と同じ形）

『字統』（字源辞典）・『字訓』（古語辞典）・『字通』（漢和辞典）の三書を字書三部作と称す。3冊で約4,000ページに及ぶこの三部作は、白川文字学の集大成とされる。
石牟礼道子は、「古代中国は殷帝国の甲骨文・金文を、東アジアに生まれた始源の文化として位置づけられ体系化され、ヨーロッパとはあきらかに異なる文化の位相を、現代の退化しつつある東洋と日本に示された。お仕事の頂点とされる三部作の字書『字統』『字訓』『字通』の完成がそれである。」と評している。
経過
高橋和巳の評論集『わが解体』に次のような一節がある。
立命館大学で中国学を研究されるS教授の研究室は、京都大学と紛争の期間をほぼ等しくする立命館大学の紛争の全期間中、全学封鎖の際も、研究室のある建物の一時的封鎖の際も、それまでと全く同様、午後11時まで煌々と電気がついていて、地味な研究に励まれ続けていると聞く。（中略）その教授はもともと多弁の人ではなく、また学生たちの諸党派のどれかに共感的な人でもない。しかし、団交に出席すれば、一瞬、雰囲気が変わるという。無言の、しかし確かに存在する学問の威厳を学生が感じてしまうからだ。
もともと学問一筋の白川は、正月三が日を除き、日曜も含めて毎日研究室に通い、朝から午後11時まで研究室にこもって甲骨文・金文の文字資料を研究していた。そして、昭和30年（1955年）から「甲骨金文学論叢」をまとめ、ついで『金文通釈』、『説文新義』と、専門的な仕事を続けてきた。それから、自身の文字学を一般読者に提供するために一般書として刊行することを考え、その第一号となったのが岩波新書の『漢字』（1970年）である。そして、『詩経』（1970年）、『金文の世界』（1971年）、『甲骨文の世界』（1972年）、『孔子伝』（1972年）、『漢字の世界』（1976年）、『中国の古代文学』（1976年）、『漢字百話』（1978年）など、しばらくそのような著作を試みた。が、それまで字書を編集する機会はなかった。
白川73歳の時、かねてより意図していた字源字書の編纂（『字統』）、その和訓による国字化の過程の追迹（『字訓』）、さらには従来の辞書において、なお達成されていない辞書のあるべき姿を模索するということ（『字通』）が、白川の課題としてまだ残されていた。つまり、これら字書三部作を執筆、完成することが白川の宿願であった。退職後、直ちに執筆にかかり、1年で『字統』を書き、また1年で『字訓』を書いた。そして最後に漢字の形・音・義の関係をも統説する『字通』を書いたが、この書は分量も多く、種々検討を要することもあって、11年半を要した。白川は、「ほぼ予定した期間内にこの三部作を刊了しえたことは、天佑に近いことであった。念ずれば花開くというが、私も仕事をするときには、祈る気持ではじめる。この三部作も、私の保護霊が見守ってくれていた結果であるかも知れない。」と語っているが、その言葉は白川の没後、長女の津崎史がまとめた『桂東雑記』（けいとうざっき）の5冊目の「字書三部作について」に綴られている。
字源からの展開
字源の書である『字統』を最初に作った理由について、「字源が見えるならば、漢字の世界が見えてくるはずである。従来、黒いかたまりのように見られていた漢字の一字一字が、本来の生気を得て蘇ってくるであろう。漢字は記号の世界から、象徴の世界にもどって、その生新な息吹きを回復するであろう。」と述べている。また、「字源の学は、字源の学だけに終わるものではない。原初の文字には原初の観念が含まれている。神話的な思惟をも含めて、はじめて生まれた文字の形象は、古代的な思惟そのものである。」といい、例として、「風」の多義性がその古代的な思惟からの展開によるものと説いている。
風は、もと鳳の形に書かれ、鳥形の神であった。四方にそれぞれ方域を司る方神が居り、その方神の神意を承けて、これをその地域の風行し伝達するものが鳳、すなわち風神であった。風土・風俗のように一般的なものより、人の風貌・風気に至るまで、すべてはこの方神の使者たる風神のなるところであった。風の多義性は、風という字が成立した当時の、風のもつ古代的な観念に内包するものとして、そこから展開してくる。
そして、このことは原初に成立した文字の多くについて、いうことができるという。
『字統』から『字訓』へ
当用漢字表の施行によって漢字はその字形や用義法の上に著しい制約が加えられ、国語が危機的な状況にあった。このような中で白川は所見を述べておく必要を感じ、『漢字』を刊行した。『字統』はそのような作業の一つの収束をなすものであった。その『字統』において、漢字の字形構造が明らかとなるならば、次には国字として、字の訓義的用法に及ばなければならない。これによって『字統』において試みたところがはじめて意味をもちうることになろうと白川はいう。そして、『字統』の刊行につづいて世に送ったその『字訓』は、白川の意図する東アジア的な古代の中で日本の古代を考えようとする、基本的な志向のうちから生まれたものであり、その一つの収束である。
まえがき
三部作の巻頭には長文のまえがきの「字統の編集について」「字訓の編集について」「字通の編集について」がある。字書には異例ともいえるこの長文のまえがきには、各書の編集意図とその方法とについて記されているが、これは大槻文彦の『言海』に類似する。
「字書を作るということが私にとって一の宿命であったのかも知れない。その最初の機縁となったものは、『言海』であった。」と白川はいう。白川が書物を読み始めたころ、古語辞典の類を求めたいと思い、まず『言海』を求めた。白川は『言海』について、「このわが国最初の古語辞典は、大槻氏が自ら親炙していた欧米の辞書の編纂法を範とし、ヨーロッパの辞書編纂の事業に触発されて行われたということが、私には一つの驚きであった。（趣意）」との感想を述べている。その『言海』の巻頭には長文の「本書編纂の大意」という序文があり、その書の編集の目的と方法とが記されている。

## 文字学の資料

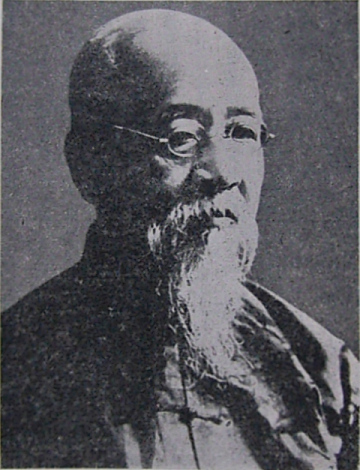
羅振玉

漢字にはその最古の資料である殷王朝の甲骨文が大量に発見されており、当時の文字の全体を知ることができる。その最初の著録である劉鶚の『鉄雲蔵亀』が1903年に出て、その後、羅振玉（『殷虚書契考釈』、1914年）や王国維（『戩寿堂所蔵殷虚文字考釈』、1919年）らが研究を加え、今日に至るまでに多くの著録の書が出された。甲骨文の資料からは、その象形的な初形から次第に字形化されてゆく過程の終始を追跡することができるものもある。このような文字形成期の資料がこれほど豊富にその全時期にわたって存在するということは他に例を見ない。金文の資料も時期的に古いものは甲骨文と並行して存在する。それらはおおむね白川の『金文通釈』に収録されている。
日本の古代文字学
甲骨文・金文の学は日本においても早くから注目され、林泰輔が釈文を付して刊行した『亀甲獣骨文字』（1917年）をはじめとして、その翌年より高田忠周の『古籀篇』の刊行がはじまり、また中島竦の『書契淵源』（1937年）が出された。『古籀篇』100巻は当時利用することのできた甲骨文・金文を網羅し、『書契淵源』5帙は金文資料をまとめている。両書とも『説文解字』の字説に拘束されることなく字形学的な研究を試みたものである。特に『古籀篇』は中国の文字学界に大きな影響を与えた。
本書の引用の書名
以下に本書の引用書を記す。
- 『説文解字』（後漢・許慎、『説文』とも）
- 『刊定説文解字』（唐・李陽冰、亡佚）

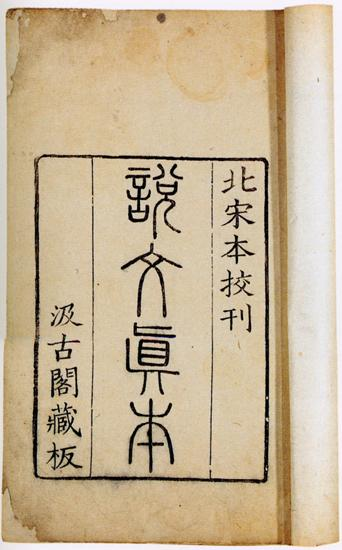
『説文解字』

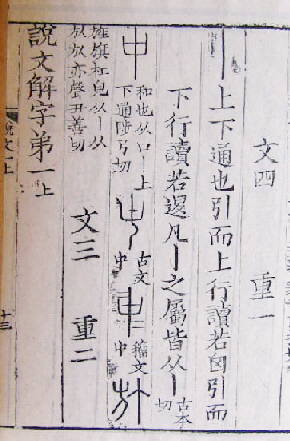
『校定説文解字』（『大徐本』）

- 『校定説文解字』（宋・徐鉉、『大徐本』とも）
- 『説文繫伝』（南唐・徐鍇、『繫伝』『小徐本』とも）
- 『恵氏読説文記』（清・恵棟）
- 『説文解字注』（清・段玉裁、『段注』『段注本』とも）
- 『説文段注箋』（清・徐灝）
- 『説文解字義証』（清・桂馥）
- 『説文通訓定声』（清・朱駿声）
- 『説文解字群経正字』（清・邵瑛、『群経正字』とも）
- 『説文句読』（清・王筠）
- 『説文釈例』（清・王筠）
- 『説文広義校訂』（清・呉善述、『広義校訂』とも）
- 『字説』（清・呉大澂）
- 『児笘録』（清・兪樾）
- 『説文管見』（清・胡秉虔）
- 『殷虚書契考釈』（清・羅振玉）
- 『史籀篇疏証』（清・王国維、『史籀篇』とも）
- 『文源』（民国・林義光）

以上の諸書は、丁福保の『説文解字詁林』・『説文解字詁林補遺』に集録されている。
- 『通志、六書略』（南宋・鄭樵、『六書略』とも）
- 『六書故』（元・戴侗）
- 『説文解字六書疏証』（民国・馬叙倫、『六書疏証』とも）
- 『毛詩草木鳥獣虫魚疏』（呉・陸璣）
- 『経典釈文』（唐・陸徳明、『釈文』とも）
- 『一切経音義』（唐・釈玄応、『玄応音義』とも）
- 『一切経音義』（唐・釈慧琳、『慧琳音義』とも）
- 『続一切経音義』（遼・釈希麟）
- 『新訳大方広仏華厳経音義』（唐・釈慧苑）
- 『古籀篇』（高田忠周）
- 『書契淵源』（中島竦）
- 『説文新義』（白川静）

## 関連する白川の著作

「文」の甲骨文（正面を向いて立つ人の胸に「×」の形の文身を加えた形）

「文」の金文（同じく「心」の形の文身を加えた形）

### 甲骨金文学論叢
「甲骨金文学論叢」（こうこつきんぶんがくろんそう、1955年 - 1962年）は、白川文字学の体系を築いた実証的論文集で、20篇の論文からなり、後の『説文新義』や字書三部作の土台となった。昭和30年（1955年）より昭和33年（1958年）までの間に9集を発行し、昭和37年（1962年）に10集とした。
- 1集…「釈史」、「釈文」
- 2集…「作冊考」、「召方考」
- 3集…「釈師」
- 4集…「載書関係字説」
- 5集…「殷代雄族考」
- 6集…「殷代雄族考」
- 7集…「殷代雄族考」、「媚蠱（びこ）関係学説」
- 8集…「殷代雄族考」、「辠辜（ざいこ）関係学説」
- 9集…「羌（きょう）族考」
- 10集…「釈南」、「蔑（べつ）暦解」

白川は、これらの論考を草するために卜文の体系的な理解が必要であるとし、3万片に近い卜片を手写し、その解読に努めた。本書の内容は字源論と殷代雄族（部族）論とに大別でき、字源論には、「釈史」、「釈文」、「作冊考」、「釈師」、「釈南」、「蔑暦解」があり、雄族論には、「召方考」、「殷代雄族考 1 - 7」、「羌族考」がある。その他に系列字関係の字説として、「載書関係字説」、「媚蠱関係学説」、「辠辜関係学説」がある。
- 釈史は、「史」字の起原を追求する趣旨で書かれ、「」（さい）字形がとりあげられ、祝告器とする説が提出された。「史」は祝告を示すを神桿に著けて、これを手に捧げる形である[79][80]。

- 釈文は、「文」字が身体装飾としての文身を示す字であること、そのような文身の風は太平洋圏に広く分布しており、中国の古代文字に文身関係の字（彦（彥）・顔（顏）・爽・爾など）が多くみられることなどを論じている[80]。

### 金文通釈
『金文通釈』（きんぶんつうしゃく、1962年 - 1984年）は、両周の金文銘辞の主要なものに詳細な考釈を加えたもの。郭沫若の『両周金文辞大系考釈』（1935年）があるが、その後の出土も多く、また郭の釈も簡略なものであるのでこれを補った。

### 説文新義
『説文新義』（せつもんしんぎ、1969年 - 1974年、全16巻）は、『説文解字』についての講義案を刊行したもので、『甲骨金文学論叢』を土台にしている。甲骨文・金文を知らずに組み立てられた『説文』の学説を甲骨文・金文の字形に基づく体系を構築することによって大きく書き換えた。
- 第1巻から第14巻…『説文解字』と同じ排列で文字ごとに詳細な考説を加えている。
- 第15巻…通論篇

第1章 説文学の成立
第2章 説文学史 その1
第3章 説文学史 その2
第4章 説文学史 その3
第5章 文字学の課題
- 別巻

1. 説文解字文献要目
2. 文字学参考年表
3. 索引

### 字訓
『字訓』（じくん）は、漢字を日本のことばの表記法として受容した時代の国語的状況を、古語辞典の形式でまとめようとしたもの。昭和62年（1987年）に刊行された。白川は、「日本人は漢字を音訓両用に使いこなし、それは同時に国字となった。国字と漢字を習合し、融会したところに国語が成り、その思惟の世界も、表現の世界も、その中に生まれた。『万葉集』、『日本書紀』、『古事記』の中にも、その表現のうちに苦闘する当時の精神のありかたが見える。そこに国語の出発点がある。その姿を見極めようと思って、私は『字訓』を書いた。（趣意）」と述べている。

### 字通
『字通』（じつう）は、漢字の成り立ち、意味、用例を追求した漢和辞典。平成8年（1996年）に刊行された。白川は、「今の日本では東洋の理念は全く見失われている。その東洋を回復するためには、まず東洋の古典に親しまなければならない。文字を通じて、その文字の表現する所を通じて、東洋に回帰する道を求めなければならない。そのために字書を通じて、その表現にふれる機会を多くもつ必要がある。そのような思いで私は『字通』を書いた。（趣意）」と述べている。

### 字書を作る
『字書を作る』は、字書三部作の製作に至る機縁と各字書の巻頭文、そして、『説文新義』第15巻「通論篇」の第5章「文字学の課題」を1冊にまとめたもの。平成14年（2002年）に刊行された。

#### 文字学の課題
古代文字資料が出現してからのちの文字学の歩みを記したものである。
目次
1. 古代文字資料と文字学
2. 新しい文字学の体系
3. 説文学からの脱却
4. 古代文字学の方法と目的
5. 『甲骨金文学論叢』の方法について

#### 字統の編集について
目次
1. 本書の要旨、字源の研究について、字書の形式
2. 六書について、本書における六書の扱いかた、会意と形声、字源と語源
3. 声母と古紐、韻母と古韻、わが国の漢字音
4. 文字学の資料、わが国の古代文字学、文字学の方法
5. 字形の問題、字形の意味、文字の系列
6. 本書の収録字、音と訓、解説について

#### 字訓の編集について
目次
1. 本書の趣旨
字訓と国語の問題、字義と語義、同訓異字、本書の方法
2. 語源と字源
語の対応、字源と語源、系列語における対応
3. 語源の研究
語源の意識、初期の語源学、益軒・白石・徂徠の語源研究、延約通略の説
4. 特殊仮名以後
特殊仮名の発見、母音調和の法則、特殊仮名と語源説・系統論
5. 最初の筆録者
古刀剣銘、中と之、孝徳・斉明紀の挽歌、儀礼の伝承と史
6. 字訓の成立
字訓と訓読法、古代朝鮮における誓記体と吏読体、新羅の郷歌、日本漢文
7. 万葉の表記
「記」「紀」の音訓表記、本の随に改めず、『人麻呂歌集』歌の表記法、
表記と表現
8. 語源説と系統論
国語と系統論、朝鮮語との比較、比較言語論の前提、蒙古語との比較、
南方語系統論
9. 字書と字訓研究
訓点と訓釈語、字書の編纂、点本の研究、『書紀』古訓の研究、
語源と字源対比の試み
10. 系列語について
語の系列、字の系列、漢字の声と義、紐と韻、傍紐と通韻と系列語、
同源字説、語源学の究極にあるもの
11. 音と義
『雅語音声考』、語基・語根の研究、「あき」について、「秋」について、
『音幻論』、「イ」の意味するもの、この書の意図について

#### 字通の編集について
目次
1. 本書の趣旨
2. 従来の字書の編集法について
『漢和大字典』、『辞源』、『辞海』、『大漢和辞典』、
『中文大辞典』、『漢語大詞典』、漢字の字形学的解説と字義の展開
3. 字訓について
わが国の字書、『篆隷万象名義』、『新撰字鏡』、『和名抄』、
『類聚名義抄』
4. 声系と語系
声系について、訓詁学と語系、音韻学と語系、同源字説、
王力氏の『同源字典』、語源とオノマトペ
5. 語彙と例文について
6. 付録について

## 関連略年譜
- 1943年9月、立命館大学法文学部漢文学科卒業。10月、同大学予科教授となる[69]。
- 1954年3月、同大学文学部教授となる[69]。
- 1955年3月、「甲骨金文学論叢」初集を発行（（さい）を発表）。以後10集に及ぶ[12][69]。
- 1962年8月、『金文通釈』を刊行開始。1984年完結[69]。
- 1969年7月、『説文新義』を刊行開始。1974年完結[69]。
- 1970年4月、『漢字』を刊行。（岩波新書、初の一般向けの著書）
- 1976年3月、立命館大学を定年退職。4月、同大学文学部特別任用教授となる[69]。
- 1978年12月、雑誌『遊』に「遊字論」の連載を開始[69]。
- 1981年4月、立命館大学名誉教授となる[69]。
- 1984年8月、『字統』を刊行。11月、『字統』により毎日出版文化賞特別賞を受賞[69]。
- 1987年5月、『字訓』を刊行[69]。
- 1991年12月、『字統』『字訓』等の文字研究により菊池寛賞を受賞[69]。
- 1994年、『字統 普及版』を刊行。（1999年に新装版）
- 1995年、『字訓 普及版』を刊行。（1999年に新装版）
- 1996年10月、『字通』を刊行。
- 1998年秋、文化功労者として表彰される[12]。
- 1999年11月、勲二等瑞宝章を受章[69]。
- 2002年、『字書を作る』を刊行。福井県県民賞を受賞[12]。
- 2003年12月、『常用字解』を刊行。
- 2004年11月、文化勲章を受章[69]。
- 2004年12月、『新訂 字統』を刊行。
- 2005年10月、『新訂 字訓』を刊行。
- 2006年1月、『人名字解』を刊行。
- 2006年10月、著者死去。
- 2007年6月、『新訂 字統 普及版』を刊行。
- 2007年11月、『新訂 字訓 普及版』を刊行。
- 2012年10月、『常用字解 第二版』を刊行。
- 2014年3月、『字通 普及版』を刊行。
- 2014年6月、『同訓異字』を刊行。（初版『字通』付録を単行本化）